# Há 10 Mil Anos Atrás
Há 10 Mil Anos Atrás é o quinto álbum de estúdio solo do cantor e compositor brasileiro Raul Seixas, lançado em dezembro de 1976 pela gravadora Philips Records e gravado entre maio e novembro do mesmo ano nos estúdios Phonogram na Barra da Tijuca, no Rio de Janeiro. Este disco representou uma volta ao misticismo que marcou o auge de sua carreira, após a relativa baixa de vendas de Novo Aeon, no ano anterior, em que o músico tinha mudado sua postura e a temática de suas canções.
O álbum teve uma recepção fria da crítica especializada, com críticos pontuais - mais próximos do cantor baiano - elogiando o trabalho. A divulgação pela gravadora foi boa, contando com clipe musical no programa dominical da Rede Globo, o Fantástico. As vendagens foram positivas, significando uma recuperação em relação ao álbum anterior, apesar do contínuo abuso do cantor de álcool e drogas, o que viria a prejudicar a sua carreira no futuro. O disco é visto hoje como um dos momentos altos da carreira do compositor baiano, trazendo dois de seus maiores sucessos: "Eu Também Vou Reclamar" e "Eu Nasci Há 10 Mil Anos Atrás".

## Antecedentes
Após o lançamento de Novo Aeon, no ano anterior, Raul Seixas encontrava-se pressionado por sua gravadora para lançar um novo sucesso. Não que as vendagens do disco anterior tivessem sido baixas, chegaram a 60 mil. O problema é que as expectativas tinham subido após Gita, de 1974, que havia vendido mais de 100 mil cópias e sido certificado como "disco de ouro". Com a liberdade artística que Raul contava e o custo da produção dos seus discos, sua gravadora esperava resultados melhores. Por outro lado, Raul sentia-se desprestigiado porque acreditava que sua gravadora não reconhecia seus esforços e percebia que sua gravadora julgava-o meramente pelos resultados comerciais de seus discos, não por seus resultados estéticos.
Desse modo, após o rompimento com o seu empresário, Guilherme Araújo, em 1974, Raul experimentou uma mudança de imagem em 1975, cortando seu cabelo e diminuindo o nível de signos e símbolos esotéricos presentes em seus álbuns naquele ano. A estratégia não foi considerada bem sucedida, levando a retomada da imagem do mago, do profeta, do guru neste álbum.

## Gravação e produção
O disco foi gravado entre maio e novembro de 1976, nos estúdios Phonogram, da gravadora Philips Records, na Barra da Tijuca, no Rio de Janeiro. As sessões de gravação do álbum foram tensas, especialmente porque a gravadora de Raul pressionava o cantor por um disco que apresentasse boas vendagens e, ao mesmo tempo, o cantor percebia que não tinha grande liberdade artística e que sua gravadora não lhe dava o devido reconhecimento. Assim, o compositor baiano sabia que tinha um grande sucesso nas mãos, mas estava desiludido com o tratamento dispensado pela gravadora. Desse modo, as sessões tiveram momentos de tensão, com o músico chegando a apresentar-se bêbado e a recusar-se a gravar nos dias marcados.
A produção também foi custosa, com muitos dispêndios em orquestração, coros de vozes e músicos adicionais. Um exemplo dos custos associados à produção do álbum é a capa. Para fazer o que o músico queria, a gravadora teve que contratar um maquiador especializado que veio de São Paulo apenas para realizar a maquiagem em Raul para a sessão de fotos da capa do disco.

## Resenha musical
O álbum inicia com "Canto para minha Morte", um tango a lá Piazzola, que começa com uma parte declamada com um discurso sobre a morte, que "representa um irrecusável apelo à vida", no estilo de Albert Camus. Nesta canção, Raul apresenta uma filiação ao mito da alma gêmea, afirma que talvez a morte seja o grande segredo da vida e "apresenta um elemento de imprevisibilidade que irrompe como uma perturbação sobre a 'normalidade' do quotidiano". Continua com "Meu Amigo Pedro" que é uma crítica ao conformismo - fazendo ecos a "Dr. Paxeco", de Sociedade da Grã-Ordem Kavernista Apresenta Sessão das 10 - na qual o sistema conta com o bom comportamento do personagem título, sem nenhum sinal de corrompimento ou questionamento. A música desenvolve-se através de um diálogo entre o indivíduo que busca se emancipar e aquele outro que já aceitou as regras normais, com um "componente de melancolia pela separação que isso acaba impondo às pessoas".
"Ave Maria da Rua" é uma canção em que Raul associa o sentimento religioso com as mulheres comuns, utilizando até sua mulher e a de Paulo como exemplos. A música parte de uma relação sincrética entre Iemanjá e Ave Maria para chegar na religiosidade da mulher comum, sendo, por isso mesmo, uma música anarquista ao chamar a atenção para o sagrado no comum. "Quando Você Crescer" e "Cantiga de Ninar" são duas músicas compostas por Raul para sua filha então recém-nascida. "Dia da Saudade" foi feita em parceria com o seu cunhado e guitarrista, Jay Anthony Vaquer. O Lado B abre com "Eu Também Vou Reclamar" na qual Raul utiliza a irreverência e o humor para criticar o que ele considerava uma ressurgência da "música de protesto" dos anos 60, especialmente com os compositores Sílvio Brito e Belchior. Segue uma nova versão - mais hard rock - de "As Minas do Rei Salomão", lançada originalmente em seu álbum de 1973, Krig-ha, Bandolo!, e que, além de ter como temática o amor, também traz Raul ironizando a sua condição de outsider. "Os Números" é um repente estilizado como forró com raízes esotéricas.
O disco fecha com "Eu Nasci Há 10 Mil Anos Atrás", um rock estilizado com pitadas de música country e o título, tema e letra da música são inspirados em uma canção gravada por Elvis Presley - ídolo de Raul - em seu álbum Elvis Now, de 1972. A canção chama-se "I Was Born About Ten Thousand Years Ago" e foi adaptada e arranjada por Elvis, já que se trata de uma canção tradicional, de domínio público. Comparando-se as duas versões, Raul e Paulo fizeram diversas modificações na letra e ampliaram as ideias da canção original que se utiliza somente de temas bíblicos. A versão de Raul expande para citar outras religiões, acontecimentos históricos recentes e até contos de fadas. Além disso, a canção adquire outro sentido sob Raul já que faz referência a troca das eras na astrologia (reverberando o título de seu disco anterior, Novo Aeon). Também, a letra contém críticas, como a oposição entre a mensagem de Cristo e o agir da Igreja organizada.

## Recepção

### Lançamento
O álbum foi lançado em dezembro de 1976 e beneficiou-se da divulgação por parte da gravadora para vender em torno de 100 mil cópias no ano de seu lançamento. Para a divulgação foram lançados um compacto simples em junho - numa tentativa de não repetir o que a gravadora considerava um erro na divulgação do álbum anterior - e um compacto duplo junto com o disco. Também, Raul gravou dois clipes musicais para o programa dominical da Rede Globo, o Fantástico ("Eu Também Vou Reclamar" e "Eu Nasci Há 10 Mil Anos Atrás"), e teve duas participação no programa Globo de Ouro, uma em julho e outra em setembro. O lançamento deste álbum representou uma retomada das vendas - após a baixa com Novo Aeon - trazendo uma retomada no interesse pela carreira do cantor baiano. No ano seguinte, Raul deixaria a Philips Records para trabalhar com o produtor dos seus quatro primeiros discos, Marco Mazzola, que tinha se mudado para a WEA, de André Midani. Este álbum representa, também, o último com grande participação de Paulo Coelho, com quem Raul brigaria. A parceria seria retomada brevemente em Mata Virgem, dois anos depois.

### Fortuna crítica
| Críticas profissionais | Críticas profissionais |
| Avaliações da crítica  | Avaliações da crítica  |
| Fonte                  | Avaliação              |
| ---------------------- | ---------------------- |
| O Globo (1976)         | Favorável              |

A recepção da crítica especializada esteve entre o frio e o favorável com diversos dos críticos musicais tarimbados não tendo se dedicado a escutar e realizar uma apreciação da obra, resultado do esfriamento da crítica relativamente ao cantor baiano e sua obra após o lançamento de Novo Aeon. O disco aposta na imagem do místico, lugar comum nesta fase inicial da carreira de Raul Seixas. Havia, desse modo, uma grande discussão ainda sobre o lugar do cantor e compositor baiano dentro da tradição da MPB. Aposta, também, no confronto e na crítica a certas posturas que se estabeleciam na musica popular no período, como o que era considerado pelo cantor como um retorno da "música de protesto" dos anos 60 a partir das manifestações de Sílvio Brito e Belchior.
Uma das exceções é Nelson Motta, escrevendo para O Globo, que elogia muito o novo disco de Raul chamando-o de "um grande trabalho", especialmente pelo ecletismo de Raul e por suas letras, consideradas ótimas e cheias de humor.

### Relançamentos
O álbum foi relançado em LP em 1983, pelos selos Philips Records (série azul) e Fontana Records (série verde). Seu primeiro lançamento em CD foi feito no ano de 1994, pelo selo Philips Records. O álbum seria relançado dentro de uma caixa contendo os seis discos lançados por Raul na gravadora (Os 24 Maiores Sucessos da Era do Rock, Krig-ha, Bandolo!, Gita, Novo Aeon, Há 10 Mil Anos Atrás e Raul Rock Seixas), intitulada Maluco Beleza. A caixa seria relançada em 2009, com o título 10.000 Anos à Frente.

## Legado
Este álbum é considerado hoje como um dos melhores e mais significativos lançamentos de Raul Seixas, trazendo duas de suas mais conhecidas e melhores canções.

## Faixas
Todas as faixas escritas e compostas por Raul Seixas e Paulo Coelho, exceto onde especificado. 
| Lado A         |                          |                                         |         |  |
| N.º            | Título                   | Compositor(es)                          | Duração |  |
| 1.             | "Canto para minha Morte" |                                         | 3:52    |  |
| 2.             | "Meu Amigo Pedro"        |                                         | 4:49    |  |
| 3.             | "Ave Maria da Rua"       |                                         | 4:38    |  |
| 4.             | "Quando Você Crescer"    | Raul Seixas / Paulo Coelho / Jay Vaquer | 4:19    |  |
| 5.             | "O Dia da Saudade"       | Raul Seixas / Jay Vaquer                | 2:35    |  |
| Duração total: | Duração total:           | Duração total:                          | 20:17   |  |

| Lado B         |                                 |         |  |
| N.º            | Título                          | Duração |  |
| 1.             | "Eu Também Vou Reclamar"        | 3:23    |  |
| 2.             | "As Minas do Rei Salomão"       | 2:58    |  |
| 3.             | "O Homem"                       | 3:05    |  |
| 4.             | "Os Números"                    | 2:30    |  |
| 5.             | "Cantiga de Ninar"              | 2:41    |  |
| 6.             | "Eu Nasci Há 10 Mil Anos Atrás" | 4:52    |  |
| Duração total: | Duração total:                  | 19:29   |  |

## Créditos
Créditos dados pelo Discogs.

### Músicos
- Violões: Rick Ferreira e Jay Anthony Vaquer
- Guitarra elétrica: Rick Ferreira e Jay Anthony Vaquer
- Piano: Miguel Cidras, Túlio Mourão
- Acordeon: Chiquinho do Acordeom
- Baixo: Juan Capobianco, Paulo César Barros e Liminha
- Bateria: Pedrinho Batera
- Percussão: Miguel Cidras, Áureo de Souza, Ariovaldo Contesini, Jackson do Pandeiro e Marco Mazzola

### Ficha técnica
- Produção e direção: Sérgio de Carvalho
- Coordenação Musical: Jay Anthony Vaquer
- Arranjos e regência: Miguel Cidras
- Engenheiro de Som: Luigi Hoffer, Ary Carvalhães e Luis Claúdio Coutinho
- Mixagem e Corte: Luigi Hoffer e Sérgio de Carvalho
- Capa: Aldo Luis
- Arte Final: José Paulo e Jorge Vianna
- Foto: Januário Garcia